# Litton Cheney
Litton Cheney è un villaggio e parrocchia civile dell'Inghilterra, appartenente alla contea del Dorset.